# Gian Marco Cavalli
Gian Marco Cavalli (vers 1454 - après 1508) est un graveur, orfèvre et sculpteur italien de la Première Renaissance, ayant travaillé à Mantoue, entre autres pour le compte d'Andrea Mantegna.

## Biographie
Né vers 1454 à Viadana (aujourd'hui dans la province de Mantoue), Gian Marco est le fils du notaire Andrea Cavalli, qui vivait encore en 1495, et qui possédait des biens.
Il a vécu à Viadana la plus grande partie de vie, y étant mentionné d'abord comme orfèvre en 1481, puis, d'après certaines lettres du marquis Federico Gonzaga, comme fournisseur officiel à la cour mantouane. Le 12 février 1483, un autre document, le plus ancien de cette nature, révèle que Cavalli est en contact avec un agent du marquis qui souhaite lui confier des travaux pour Andrea Mantegna, à savoir l'exécution de vases ou récipients à la mode antique, sans doute en métal.
S'ensuivent de nombreuses commandes : un grand tabernacle (1485) et un imposant crucifix (1490-1491) destinés au chapitre de la cathédrale San Pietro de Mantoue, à ce jour disparus. 
Médailleur, un document daté du 12 mars 1497 le recommande auprès du marquis Francesco, qui le fait travailler pour le compte de la Monnaie : il grave des coins, ainsi que certaines médailles pour Louis de Gonzague (1499-1501) et Isabelle d'Este (1503).
Le 1er mars 1504 il est à Mantoue parmi les témoins d'Andrea Mantegna, ainsi que le 11 août, dans l'octroi d'une chapelle en l'église de Saint-André destinée à la tombe du peintre et de sa famille.
En 1506, une lettre de l'empereur Maximilien fait son éloge pour le travail accompli pour le compte de l'atelier monétaire de Hall en Tyrol.
Son nom est mentionné une dernière fois en 1508 dans les registres statutaires (« Libro Rosso comunale ») de la ville de Viadana.
On lui donne une nombreuse descendance, dont, Gian Battista (fl. 1523-1541), orfèvre et graveur, mais sans aucune certitude.

## Œuvre

### Médaille

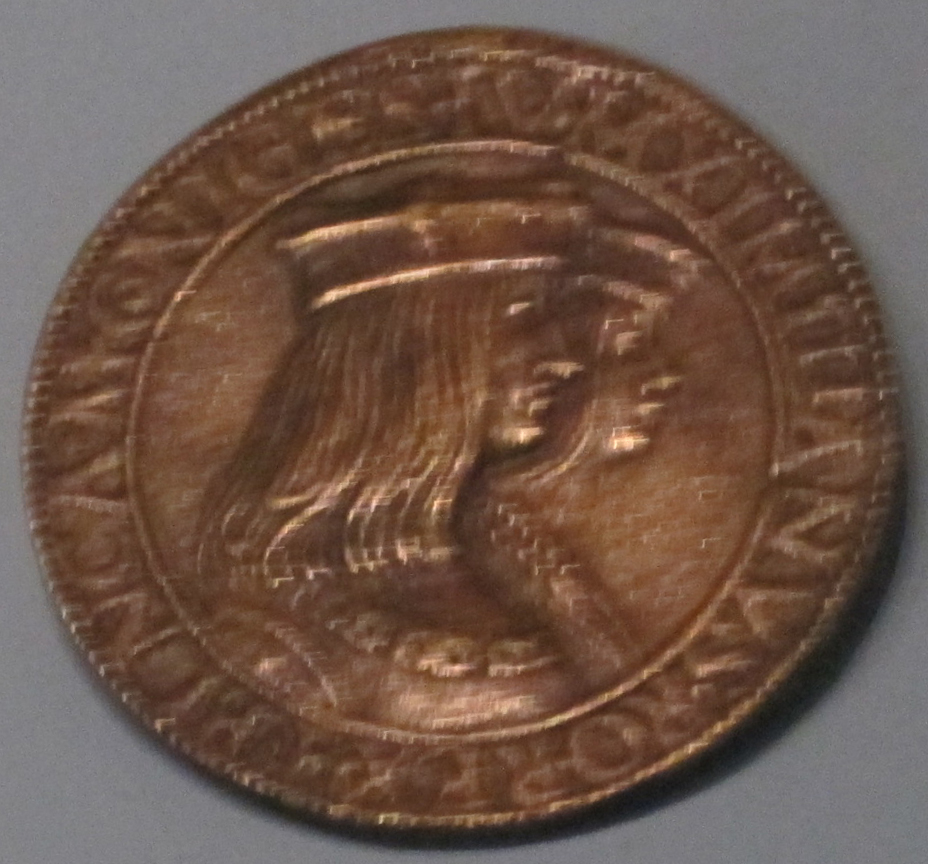
Avers d'une médaille montrant les bustes de Maximilien et Bianca Sforza (bronze, Hall en Tyrol, 1506).

L'attribution à Cavalli de la gravure de certaines médailles pose problème depuis la fin du XIXe siècle. Le gros module en bronze montrant le couple impérial à l'avers, et une vierge à l'enfant entourée d'angelots au revers date en 1506 et sort des ateliers de Hall en Tyrol : on peut lui en attribuer l'exécution. Sur cette base, huit autres pièces ont été ajoutées au corpus.

### Sculpture
L'identification et de son style et des pièces produites est à ce jour difficile. Un Tireur d'épine en bronze de 1499 serait de sa main, tirée d'un modèle antique exposé à Rome.
Témoin de Mantegna pour la construction de sa chapelle, on lui attribue donc le fameux buste en bronze représentant le maître (chapelle Mantegna, basilique Saint-André de Mantoue) qui aurait été composé d'après nature.

### Gravure sur cuivre

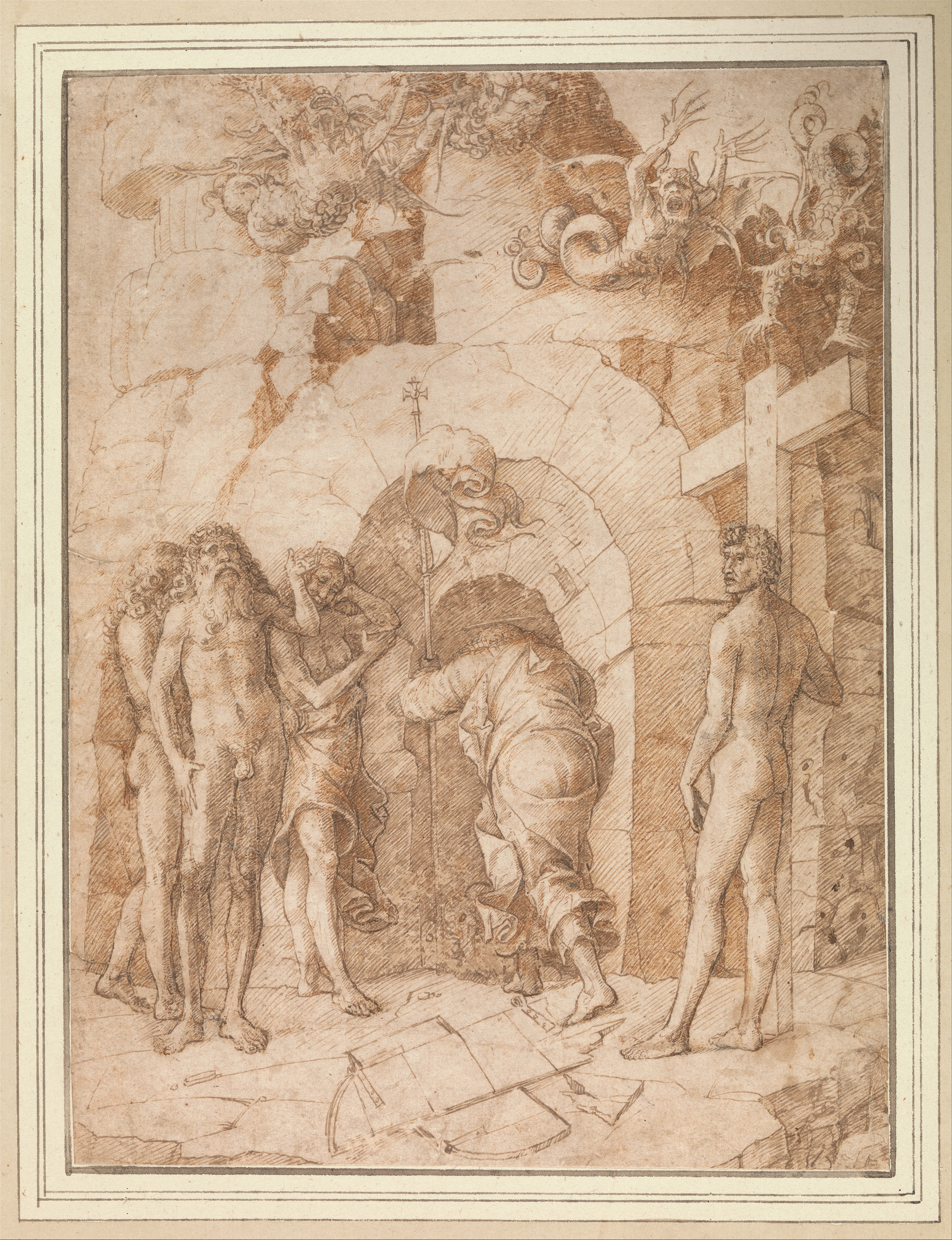
La Descente aux limbes (1475), gravure de Cavalli d'après Andrea Mantegna, New York, Metropolitan Museum of Art.

D'après les recherches d'A. Canova (2001) et de S. Boorsch (2008), Cavalli serait, dès 1475, le « Premier Graveur » dans l'atelier d'Andrea Mantegna et aurait donc exécuter la traduction d'un certain nombre de dessins du maître en gravure, directement sur la plaque de cuivre. Cinq plaques lui sont désormais attribuées.